# Доње Макојишће
Доње Макојишће је насељено место у саставу града Новог Марофа у Вараждинској жупанији, Хрватска. До територијалне реорганизације у Хрватској налазило се у саставу старе општине Нови Мароф.

## Становништво
На попису становништва 2011. године, Доње Макојишће је имало 526 становника.

## Попис1991.
На попису становништва 1991. године, насељено место Доње Макојишће је имало 627 становника, следећег националног састава:
| Попис 1991.‍  | Попис 1991.‍  | Попис 1991.‍ | Попис 1991.‍ | Попис 1991.‍ |
| ------------ | ------------ | ----------- | ----------- | ----------- |
|              |              |             |             |             |
| Хрвати       | Хрвати       |             | 621         | 99,04%      |
| Југословени  | Југословени  |             | 1           | 0,15%       |
| неопредељени | неопредељени |             | 2           | 0,31%       |
| непознато    | непознато    |             | 3           | 0,47%       |
| укупно: 627  |              |             |             |             |